# Lézigné
Lézigné korábbi község Franciaország Loire mente régiójában, Maine-et-Loire megyében. 2019. január 1-jén Huillé községgel egyesült és Huillé-Lézigné új község része lett.
Lakosainak száma 762 fő (2018. január 1.). Lézigné La Chapelle-Saint-Laud, Durtal, Huillé és Seiches-sur-le-Loir községekkel határos.

## Népesség
A település népességének változása:
| Lakosok száma | 770  | 772  | 781  | 765  | 762  |
|               | 2013 | 2015 | 2016 | 2017 | 2018 |